# Trichocephala brincki
Trichocephala brincki är en skalbaggsart som beskrevs av Schein 1960. Trichocephala brincki ingår i släktet Trichocephala och familjen Cetoniidae. Inga underarter finns listade i Catalogue of Life.